# Japón en los Juegos Paralímpicos de Pekín 2008
Japón estuvo representado en los Juegos Paralímpicos de Pekín 2008 por un total de 162 deportistas, 98 hombres y 64 mujeres.

## Medallistas
El equipo paralímpico japonés obtuvo las siguientes medallas:
| Nombre                       | Deporte                  | Evento                                      |
| ---------------------------- | ------------------------ | ------------------------------------------- |
| Oro                          |                          |                                             |
| Tomoya Ito                   | Atletismo                | 400 m T52 masculino                         |
| Tomoya Ito                   | Atletismo                | 800 m T52 masculino                         |
| Masashi Ishii                | Ciclismo en pista        | 1 km contrarreloj CP4 masculino             |
| Takayuki Suzuki              | Natación                 | 50 m braza SB3 masculino                    |
| Shingo Kunieda               | Tenis en silla de ruedas | Individual masculino                        |
| Plata                        |                          |                                             |
| Tomomi Yamaki                | Atletismo                | 100 m T52 femenino                          |
| Tomomi Yamaki                | Atletismo                | 200 m T52 femenino                          |
| Toshihiro Takada             | Atletismo                | 400 m T52 masculino                         |
| Toshihiro Takada             | Atletismo                | 800 m T52 masculino                         |
| Hirokazu Ueyonabaru          | Atletismo                | Maratón T52 masculino                       |
| Hiroki Sasahara              | Atletismo                | Maratón T54 masculino                       |
| Atsushi Yamamoto             | Atletismo                | Salto de longitud F42/44 masculino          |
| Masaki Fujita                | Ciclismo en pista        | 1 km contrarreloj LC3-4 masculino           |
| Masaki Fujita                | Ciclismo en pista        | Persecución individual LC3 masculino        |
| Masashi Ishii                | Ciclismo en pista        | Persecución individual CP4 masculino        |
| Junichi Kawai                | Natación                 | 50 m libre S11 masculino                    |
| Kyosuke Oyama                | Natación                 | 50 m mariposa S6 masculino                  |
| Chieko Kamiya                | Tiro con arco            | Compuesto individual clase abierta femenino |
| Satoshi Fujimoto             | Yudo                     | –66 kg masculino                            |
| Bronce                       |                          |                                             |
| Teruyo Tanaka                | Atletismo                | 100 m T52 femenino                          |
| Toshihiro Takada             | Atletismo                | Maratón T52 masculino                       |
| Toshie Oi                    | Atletismo                | Disco F53/54 masculino                      |
| Masaki Fujita                | Ciclismo en ruta         | Contrarreloj LC3 masculino                  |
| Masashi Ishii                | Ciclismo en ruta         | Contrarreloj CP4 masculino                  |
| Junichi Kawai                | Natación                 | 100 m mariposa S11 masculino                |
| Takayuki Suzuki              | Natación                 | 150 m estilos SM4 masculino                 |
| Shingo Kunieda Satoshi Saida | Tenis en silla de ruedas | Dobles masculino                            |